# La Melusa
La Melusa és un poble que pertany al municipi de Tamarit de Llitera, a la Llitera, que s'adscriu a la Franja de Ponent.
També rep, popularment, el mateix nom a la part sud del municipi de Tamarit, que comprendrien a les partides de l'Hospitalet, la Mentxeta, la Vispesa i Ventafarines. Actualment, el nucli pertany a la Confederació Hidrogràfica de l'Ebre des de principis del segle XX. Aquesta institució pública fa assaig de conreus i proves de nous regadius. Té 4 habitants (INE, 2020).

## Llengua
A la Melusa es parla el català ribagorçà, tot i que s'apropa molt al valencià castellonenc per la immigració de moltes famílies dels Ports de Morella i el Maestrat (País Valencià), com del Baix Matarranya (Franja de Ponent) a principis del segle XX (anys 20 i 30).

## Edificis més importants
- L'Església de Sant Isidre Llaurador
- La Creu de Santa Ana
- Estació de Ferrocarril de Tamarit-El Torricó (actualment sense servei)
- L'Escola Rural de Sant Isidre La Melusa (actualment tancada)

## Festes patronals
15 de maig: Festa de Sant Isidre Llaurador: Es feia un menjar de germanor amb els veïns de la Melusa i les torres de voltant. Ja no es fa aquest menjar, degut al tancament de l'Escola Rural, que aplegava a gran part dels veïns.